# Siergiej Rafalski

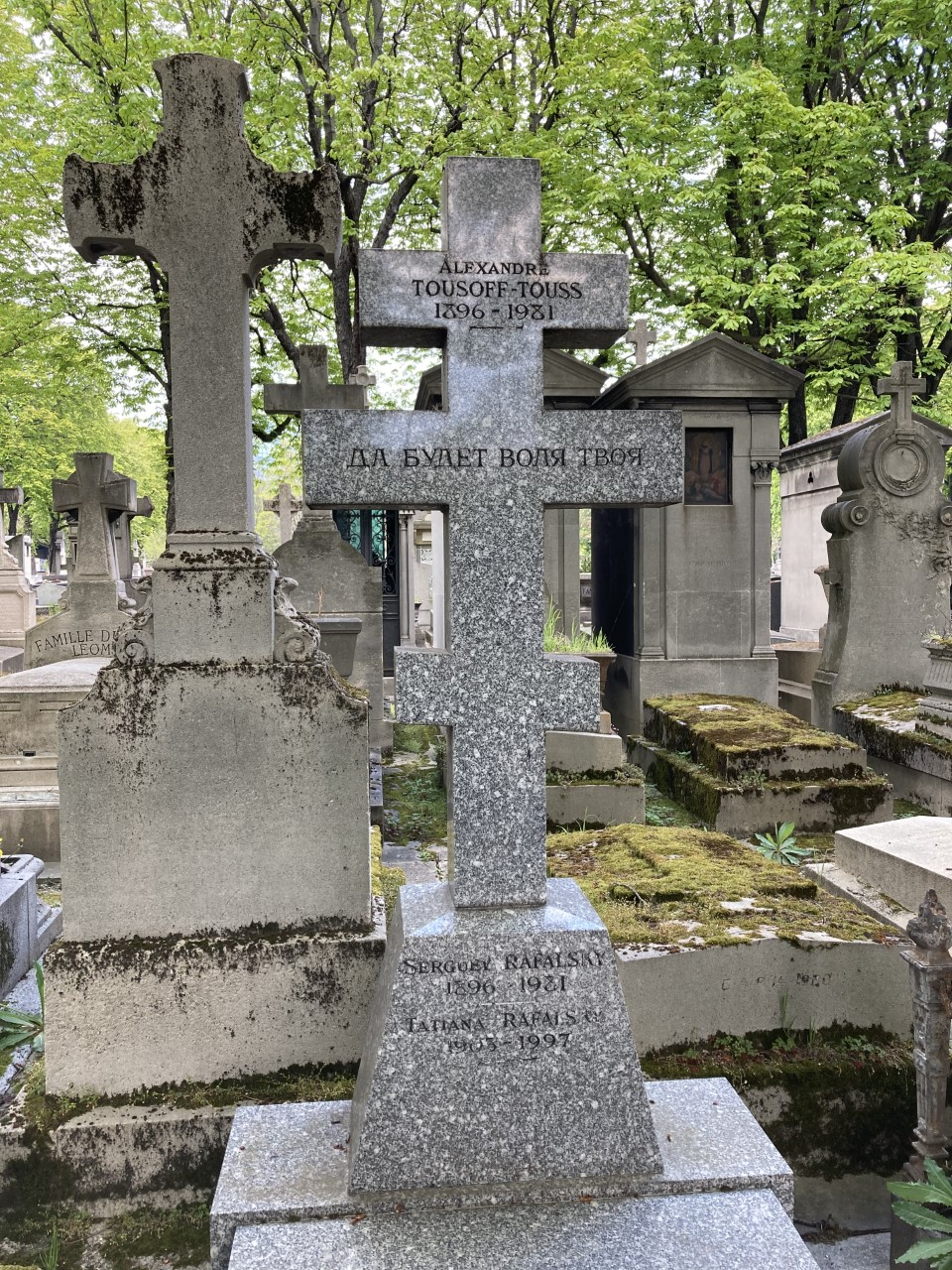

Siergiej Milicz Rafalski, ros. Сергей Милич Рафальский (ur. 19 sierpnia 1896 w Chołoniowie w guberni wołyńskiej, zm. 13 listopada 1981 roku w Paryżu) – rosyjski działacz emigracyjny, poeta, pisarz i publicysta.
W 1914 roku ukończył gimnazjum w Ostrogu. Następnie studiował prawo na uniwersytecie w Piotrogradzie. Wiosną 1917 roku przeniósł się na uniwersytet w Kijowie. Wstąpił do Partii Konstytucyjno-Demokratycznej. W 1918 roku wszedł w skład kolegium redakcyjnego pisma „Bogiema” w Ostrogu, w którym opublikowano jego pierwsze wiersze. Na pocz. 1921 roku wstąpił do 3 Armii Rosyjskiej w Polsce. Po internowaniu żołnierzy zbiegł z transportu kolejowego, po czym powrócił do Ostroga, gdzie został nauczycielem. Zaangażował się w działalność Ludowego Związku Obrony Ojczyzny i Wolności. Jesienią 1921 roku przeniósł się do Czechosłowacji. Ukończył prawo na uniwersytecie w Pradze. W latach 1924–1926 pracował w Instytucie Badań Rosji. Był członkiem grupy literackiej „Mastierskaja słowa”. Współzakładał grupę literacką „Skita poetow”. Pisał artykuły do pism emigracyjnych. Pod koniec lat 20. próbował dostać się do ZSRR, ale w konsulacie radzieckim jeden z urzędników przestrzegł go przed możliwymi represjami. W związku z tym w 1930 roku przyjechał do Paryża. Pracował jako dekorator w atelier fotograficznym. Był członkiem Związku Rosyjskich Pisarzy i Dziennikarzy we Francji. Po zakończeniu II wojny światowej współpracował z pismami „Posiew” i „Grani”. Kontynuował działalność publicystyczną. Ponadto pisał wiersze i powieści. Działał w Centralnej Unii Emigrantów Politycznych z ZSRR (COPE). W latach 60.-70. był jednym z głównych autorów gazety „Russkaja mysl”. Uczestniczył w konferencjach i sympozjach dotyczących działalności emigracji rosyjskiej. Pośmiertnie opublikowane zostały jego książki pt. „Za czertoj” (1983), „Czo było i czego nie było” (1984), „Nikolin bar” (1984), „Ich pamiati” (1987).